# Alessandro Virginio Dolci
Alessandro Virginio Dolci (Bergamo, 24 maggio 1890 – Bergamo, 17 settembre 1954) è stato un tenore italiano.

## Biografia
Alessandro Virginio Dolci nacque da Giuseppe e Teresa Mazza, studiò canto dapprima all'istituto musicale Donizetti, poi frequentò un corso di contrabbasso, di pianoforte e di armonia, infine decise di approfondire le sue conoscenze grazie a lezioni private del maestro D. Lari.
Dotato di una voce grande e squillante si distinse nei maggiori teatri italiani, europei e statunitensi.
Debuttò al Teatro Carlo Goldoni di Livorno il 28 febbraio del 1914 nell'opera Parisina di Pietro Mascagni, ottenendo un buon successo, sia al teatro sia per la sua prestazione sui tredici dischi incisi come selezione dell'opera.
Dopo questo primo successo Dolci si esibì in numerosi teatri, tra i quali si ricordano il Gran Teatro La Fenice di Venezia, nel 1915, con La Gioconda di Amilcare Ponchielli, il Teatro Comunale di Bologna come Radamès nell'Aida verdiana, il Politeama Genovese, il 5 ottobre 1915, nella parte di Dick Johnson della La fanciulla del West di Giacomo Puccini.
Esordì successivamente negli Stati Uniti, dove dal 1918 al 1919, cantò all'Auditorium Theater di Chicago e al Lexington di New York, ottenendo consensi in Loreley, La traviata e Norma di Vincenzo Bellini. Le sue qualità di energico e rigoroso declamatore, la dizione nitidissima, la notevole musicalità in simbiosi ad un'azione scenica disinvolta ed efficace gli consentirono di riuscire bene anche in opere di Richard Strauss, come Salomè.
Ritiratosi dal palcoscenico, Dolci si dedicò all'attività di insegnante a Bergamo presso l'istituto musicale Donizetti.